# Пернатий друг
«Пернатий друг» (англ. Fine Feathered Friend) — восьмий епізод у серії короткометражок «Том і Джеррі». У цій серії Джеррі знаходить собі захисницю у вигляді курки. Епізод випущено 10 жовтня 1942 року. Під час створення мультфільму до команди приєднався аніматор Кеннет М'юз із Дісней.

## Сюжет
Камера показує нам комору. Джеррі намагається витягти сир із мишоловки, проте потрапляє в неї. Том виходить із сховку, і починається гонитва за Джеррі, хвіст якого в мишоловці. Несподівано, Джеррі зупиняє Тома, витягає хвіст із мишоловки, дає Тому сир і ховається за рогом. Том, вбігши за ріг, ледь не втрапляє на ножиці, якими Джеррі намагався його налякати. Джеррі продовжує тікати від кота і пірнає під курку, що сидить на гнізді з яйцями. Том підсовує руку під курку, намагаючись витягти Джеррі.
Розбуджена курка бачить Тома і виганяє його з хліва. Вона знову сідає на гніздо разом із Джеррі. Джеррі з'їдає сир і біжить до виходу з комори, проте там на нього чекає Том. Джеррі знову пірнає під курку, і далі дія розвивається, як першого разу, коли Том намагався витягти мишу. Джеррі обмахується пір'їною курки, як віялом, тому що під куркою дуже жарко. Коли Том повертається, намагаючись упіймати Джеррі він наступає миску з кормом. Курка, що прокинулася, озирається назад і бачить переодягненого в доярку Тома. Курка знизує плечима і знову лягає спати. Через деякий час Том знову намагається витягти Джеррі з-під курки, проте випадково бере одне з її яєць, і курка знову проганяє кота. Після цього вона перед висиджуванням збирає свої яйця як більярдні кулі за допомогою трикутника.
Том кладе мишоловку під курку, але Джеррі ставить її під хвіст кота. Том чує звук мишоловки, дивиться, кого він спіймав, розуміє, що це його хвіст і кричить від болю. Після цього Том ховається в маслоробці, підходить до курки і нишком коле її в зад вилкою, а поки та з криком злітає в повітря, кіт розшукує Джеррі, розбираючи яйця. На третій раз курка знімає з Тома маслоробку, поки той готується до удару, і імітує крик. Поки Том думає, що курка злетіла, вона встромляє в Тома вилку, сідає на кота, і їде на ньому, як на коні. Раптом виявляється, що вилупилися курчата. Курка відпускає Тома і вирушає з дітьми на прогулянку. Джеррі маскується під курча і намагається злитися з іншими, проте одне з курчат приймає хвіст Джеррі за черв'яка, але мишеня спритно вивільняється. Том дивиться через дірку на низку курчат, і (майже) негайно розуміє, що серед них Джеррі. Миша цим користується і б'є Тома в зад. Том все розуміє і стає біля дірки в коморі. Він ловить одного з перехожих, думаючи, що спіймав мишеня, тікає далеко від комори, розкриває руку і виявляє, що це курча. Воно кличе матір, приходить курка і надягає на Тома цебро.
Джеррі йде разом з іншими курчатами. Вони перетинаються з зграєю качок і Джеррі йде за качками. Забувшись, мишеня входить разом із каченятами у воду і мало не тоне. Незабаром йому доводиться знову тікати від Тома. Трюк із ножицями знову не спрацьовує, потім Том бере ножиці та пробує розрізати Джеррі на бігу. Том захоплюється і випадково відрізає все пір'я на хвості у курки, яка нічого не підозрюючи п'є воду. Курка люто вихоплює у кота ножиці і обрізає його шерсть. Незабаром нам показують, що обмотаний бинтами Том стереже сарай, у якому відпочиває курка з курчатами та мишеням — воно саме дістає табличку «Не турбувати!» (в іншій версії воно просто махає Тому рукою). Щоб не ходити з голим задом, поки відросте пір'я на хвості, курка пристосувала замість хвоста віник.

## Факти
- Це вперше Джеррі знаходить собі захисника (тут цю роль виконує курка, але вона не захищає мишеня свідомо, оскільки зайнята своїми дітьми).
- Під час розробки мультфільму до команди приєднався аніматор Кеннет М'юз[en] із Дісней.